# Ypthima argillosa
Ypthima argillosa är en fjärilsart som beskrevs av Pieter Cornelius Tobias Snellen 1891-1892. Ypthima argillosa ingår i släktet Ypthima och familjen praktfjärilar. Inga underarter finns listade i Catalogue of Life.